# Adoption
För andra betydelser, se Adoption (olika betydelser).

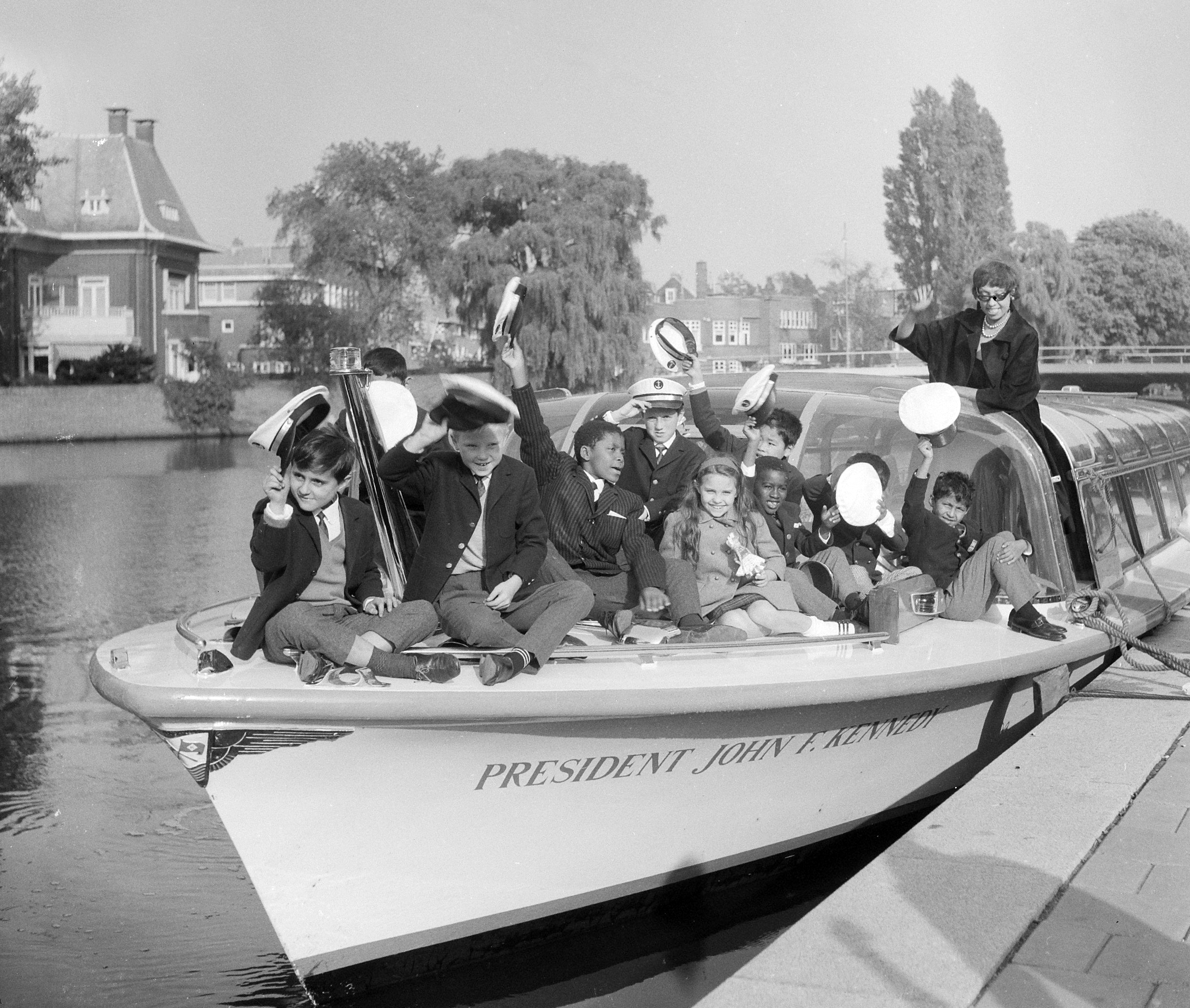
Joséphine Baker adopterade på 60-talet 10 barn, på bilden är dom på en rundtur i Amsterdam 1964.

Adoption innebär att någon tar över föräldraansvaret för ett barn och blir att betrakta som barnets förälder. Inom kultur- och socialantropologin har begreppet en vidare mening och kan gälla grupper av individer eller till och med klaner eller stammar.

## Historia
Bruket att uppta föräldraskap till ett barn i de biologiska föräldrarnas ställe går synnerligen långt tillbaka i tiden och har förekommit hos de flesta folk. Den moderna etnologiska forskningen har jämfört adoptionen med rättsverkningarna av de s.k. gruppäktenskapen, där barnen tillhörde hela gruppen gemensamt, men efter hand upptogs i dess särskilda familjer utan hänsyn till biologiskt släktskap. Grunden till ett dylikt upptagande var inte bara önskan att ha barn, utan framför allt att förplikta den adopterade att utföra den religiösa offertjänst, som tillhörde familjen och som ofta stod i sammanhang med föreställningarna om livet efter detta och den avlidnes ro i graven; så var det både hos östasiater (kineser m.fl.) och hos indogermaner (hinduer, greker, romare o.s.v.).
Hos romarna särskilt övergick adoptivsonen fullkomligt till adoptivfaderns familj, fick barnaställning och arvsrätt i förhållande till honom samt antog hans namn, stånd och offertjänst, men bibehöll ändå sitt gamla släktnamn (nomen) med förändrad ändelse såsom ett andra tillnamn (cognomen); så kallades Caius Octavius son efter adoptionen genom Cæsar för Caius Julius Cæsar Octavianus. Den romerska rätten skilde mellan adoption i inskränkt mening eller upptagande i barns ställe av en person, som förut stod under annans fadersvälde (en filiusfamilias) oavsett åldern, och arrogation eller sådant upptagande av en person, som redan blivit rättsligt sin egen (sui juris), oavsett om han var myndig eller omyndig — i sistnämnda fall krävdes dock för arrogationen särskilda villkor och förutsättningar. 
Enligt den justinianska rätten är det endast arrogationen, som fortfarande grundar verkligt upptagande i barns ställe, medan adoptionen i inskränkt mening vanligen är minus plena, d.v.s. endast medför arvsrätt för den adopterade i förhållande till adoptivfadern. Då emellertid sådan arvsrätt under senare historia kunde ges lika väl genom till exempel testamente, förlorade adoptionen mer och mer i praktisk betydelse och användning, även om den hela tiden fanns kvar i de länders lagstiftning, för vilka den romerska rätten varit mer eller mindre dominerande. 
För i allmänhet rent germansk – engelsk liksom forngermansk och feodal – rätt var adoptionen okänd, om än i äldsta tider vissa besläktade rättsinstitut funnits (se ättledning). Någon verklig adoption förelåg inte heller, när inom en svensk adlig ätt fanns så kallade adopterade grenar, vilket då bara betydde, att de introducerats på Riddarhuset under äldre ätts namn, vapen och nummer.

## Samkönad adoption
Samkönad adoption är när ett samkönat par adopterar.

## Närståendeadoption
Med närståendeadoption avses att en ny make/maka adopterar den andres barn från ett tidigare förhållande. Närståendeadoption avser dessutom samkönade pars barn efter insemination där den partner som inte föder barnet får adoptera barnet efter barnets födsel, detta under förutsättning att de är gifta och adoption av barn till en närstående avliden släkting.